# Funció real
En matemàtiques, una funció real (anomenada també Funció de valors reals) és una funció tal que totes les seves imatges són nombres reals, per tant el seu recorregut és un subconjunt dels reals i el seu codomini és la recta real. Si el domini de la funció també és un subconjunt de la recta real llavors la funció s'anomena funció real de variable real.
Les funcions reals de variable real són l'objecte clàssic d'estudi de l'anàlisi matemàtica, més específicament de l'anàlisi real. En aquest context, quan es parla de funció, normalment es fa referència a funcions reals de variable real, és a dir, funcions per a les que tant el seu domini com el seu codomini són la recta real. Però en alguns camps com ara l'anàlisi de Fourier, és habitual fer servir funcions complexes de variable real perquè resulta més convenient, és a dir funcions tals que el seu domini és la recta real i el seu recorregut és un subconjunt dels nombres complexos.